# Les Salles-sur-Verdon
Les Salles-sur-Verdon è un comune francese di 235 abitanti situato nel dipartimento del Var della regione della Provenza-Alpi-Costa Azzurra.

## Società

### Evoluzione demografica
Abitanti censiti